# FS Elektra Wien
FS Elektra Wien is een Oostenrijkse voetbalclub uit de hoofdstad Wenen.

## Geschiedenis
De club werd in 1921 opgericht als Sportclub Elektra Wien door bedienden van de energiecentrale uit de Engertstraße. Tot 1924 was de club aangesloten bij de voorloper van de huidige Weense voetbalbond. Daarna sloot de club zich bij de amateurbond VAFÖ aan en speelde daar tot deze werd opgeheven in 1934. Naast Elektra Wien waren er ook nog andere clubs van energiecentrales: SC E-Werk IX en SC E-Werk XI. Deze drie clubs fusioneerden in 1932 tot Kultur- und Sportverein der Wiener Elektrizitätswerke. De voetbalafdeling van de sportclub trad onder de naam SC E-Werk Wien aan.
In 1935 speelde de club in de tweede klasse van de WFV. Door de toenmalige politieke omstandigheden werd de club daarna opgeheven.

## Heroprichting 1945
Kort na het einde van de Tweede Wereldoorlog richtten de oude leden de club opnieuw op. De club had echter een gebrek aan jonge spelers maar kon toch met een compleet elftal verschijnen voor de 2. Wiener Klasse (derde klasse). In 1948 werd de voetbalafdeling omgedoopt in FS Elektra wien. Nadat de club in 1948 kampioen werd van de tweede klasse kon de club het volgend seizoen ook de titel in Wiener Liga winnen en zo promoveren naar de Staatsliga (hoogste klasse). Daar was het niveau toch te hoog voor de club die laatste werd met zeven punten. Na een twaalfde plaats in de tweede klasse degradeerde de club voor de tweede keer op rij
In 1973/74 bereikte de club wel de derde ronde van de ÖFB-Cup en versloeg SV Admira Wiener Neustadt en zelfs First Vienna. In de derde ronde was Rapid Wien een maatje te groot.

## Vrouwenteam
In 1972/73 werd voor het eerst een kampioenschap voor vrouwen georganiseerd door de Weense voetbalbond. Hierop richtte FS Elektra een vrouwenafdeling op. De vrouwen waren succesvoller dan de mannen en ze konden drie keer de landstitel binnen halen (1977, 1979 en 1980). Ook werd twee keer de beker gewonnen (1977, 1978). Ondanks de successen werd in 1981 de vrouwenafdeling opgeheven.